# La Creueta (Boumort)

La Creueta, respecte del terme d'Abella de la Conca

La Creueta és l'indret on es troben els termes municipals de Cabó, a la comarca de l'Alt Urgell, i d'Abella de la Conca i Conca de Dalt (antic terme d'Hortoneda de la Conca), a la del Pallars Jussà.
Situada al capdamunt de la Coma del Pi, en el seu extrem nord, passen per la Creueta alguns dels camins interns del Parc de la Serra de Boumort. Queda uns 800 metres en línia recta al sud-est del Cap de Boumort.
És la part nord de la Coma del Pi.